# Uładzimir Ławiecki
Uładzimir Mikałajewicz Ławiecki (białorus. Уладзімір Мікалаевіч Лавецкі; ros. Владимир Николаевич Ловецкий, Władimir Nikołajewicz Łowiecki (ur. 25 października 1951 w Żłobinie) – białoruski lekkoatleta (sprinter) startujący w barwach Związku Radzieckiego, wicemistrz olimpijski z 1972.
Zwyciężył w sztafecie 4 × 100 metrów (w składzie: Wałerij Podłużny, Aleksandr Żydkich, Ławiecki i Siergiej Korowin) oraz zajął 4. miejsce w biegu na 100 metrów na mistrzostwach Europy juniorów w 1970 w Paryżu.
Na igrzyskach olimpijskich w 1972 w Monachium zdobył srebrny medal w sztafecie 4 × 100 metrów (w składzie: Aleksandr Kornieluk, Ławiecki, Juris Silovs i Wałerij Borzow). Na tych samych igrzyskach odpadł w ćwierćfinale biegu na 200 metrów.
Był halowym mistrzem ZSRR w biegu na 100 metrów w 1972.
Był rekordzistą ZSRR w sztafecie 4 × 100 metrów z wynikiem 38,50 s (10 września 1972 w Monachium).